# Antonia Bolognesi

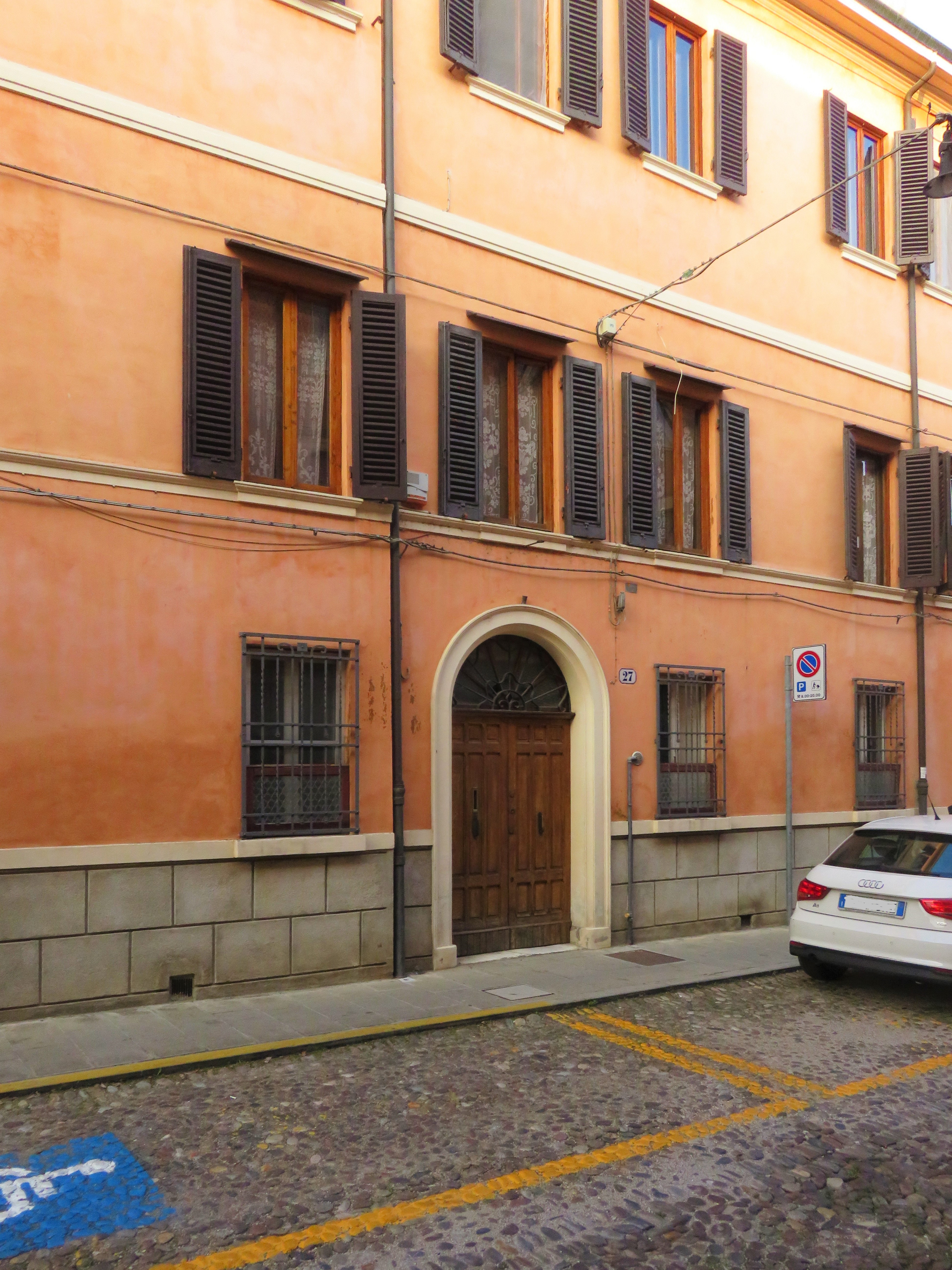
Abitazione di Antonia Bolognesi in via Mentana 27, a Ferrara.

Antonia Bolognesi (Ferrara, 6 gennaio 1896 – Ferrara, 13 gennaio 1976) è stata una dipendente dell'amministrazione provinciale di Ferrara ed è nota solo dal 2012 per essere stata la musa ispiratrice di Alceste, famoso quadro di Giorgio de Chirico.

## Biografia
Antonia Bolognesi nacque a Ferrara nel 1896 ed incontrò il giovane Giorgio de Chirico poco dopo il 1915 quando questi venne mandato nella città estense durante il suo servizio militare, dal 1915 al 1918.
De Chirico aveva 27 anni quando arrivò a Ferrara, la Bolognesi ne aveva 19, e lavorava negli uffici del Castello Estense.

## Storia d'amore con Giorgio de Chirico
Un libro descrive il rapporto tra Antonia Bolognesi ed il grande artista metafisico come una storia d'amore ferrarese, e dal carteggio che è stato scoperto e poi pubblicato dalla Fondazione Giorgio e Isa de Chirico nel 2014 emergono i momenti e le speranze giovanili dell'artista mandato in una città che lo incuriosisce e di una giovane che lo attrae.
Iniziarono a frequentarsi almeno dal 1917, lei fu probabilmente la sua musa inquietante, la ritrasse in un dipinto del 1918 che lui volle chiamare Alceste (o Alcesti) per richiamare nel nome una figura mitologica che rappresentasse fedeltà, amore coniugale e capacità di sacrificio.
Le intenzioni dei due giovani erano quelle di sposarsi, e Giorgio, anche quando venne trasferito a Roma, continuò a scriverle raccontandole dei suoi successi nella carriera dai quali dipendeva la possibilità per loro di costruire una vita assieme. Nel 1919 le mandava una lettera dove raccontava di immaginarla camminare per corso della Giovecca e poi entrare nel Castello Estense.
Poi le cose non andarono come avevano previsto a Ferrara; de Chirico si sposò due volte e la bella Bolognesi, mora e longilinea, gli restò fedele tutta la vita senza cercare altri dopo di lui.

## Alceste
Il quadro Alceste, importante opera di Giorgio de Chirico che talvolta è affiancata ad un autoritratto dell'artista dello stesso periodo, a lungo pose dubbi sul reale soggetto del dipinto. Si era pensato a Ernesta, la sorella di Filippo de Pisis, ma che la modella fosse Antonia Bolognesi è acquisizione dei primi anni 2010. 
De Chirico nel 1919, a Roma, espose alla Casa d'arte Bragaglia le opere che aveva prodotto anche negli anni ferraresi e, con suo dispiacere, la più ammirata ed alla fine la sola che fu venduta fu proprio l'Alceste, acquistata da Signorelli. L'artista poco prima scrisse ad Antonia: "Alceste' è molto corteggiata e temo che me la portino via". Le lettere sono proprietà dell famiglia Resca e si trovano a Ferrara. 
L'opera è stata esposta nel 2017 al Museo d'arte moderna e contemporanea di Trento e Rovereto nella mostra: Un'eterna bellezza - Il canone classico nell'arte italiana del primo Novecento.